# Nico (Fußballspieler)
Nico (* 3. Januar 2002 in A Coruña; voller Name Nicolás González Iglesias) ist ein spanischer Fußballspieler. Der Mittelfeldspieler steht bei Manchester City unter Vertrag.

## Karriere

### Verein
Nico begann seine fußballerische Karriere beim FC Barcelona. Im Juli 2018 bekam er einen Vertrag bei der U19-Mannschaft. 2018/19 spielte er achtmal für die A-Junioren in der UEFA Youth League, wo er zweimal traf und mit dem Verein bis ins Halbfinale kam. Am letzten Spieltag der Drittligaspielzeit wurde er das erste Mal für die zweite Mannschaft gegen den CD Castellón eingesetzt. In der Folgesaison kam er dort keinmal zum Einsatz, spielte jedoch sechsmal in der Youth League, in der er dieses Mal bereits in der Vorrunde ausschied. In der Saison 2020/21 spielte er 23 Mal in der Haupt- und Aufstiegsrunde und anschließend im Halbfinale der Segunda-División-Aufstiegs-Playoffs. Im Mai 2021 unterschrieb er langfristig, bis Juni 2024, bei Barcelona, wobei in seinem Vertrag eine Ausstiegsklausel von 500 Millionen enthalten war.
Am ersten Spieltag der Spielzeit 2021/22 kam er unter Ronald Koeman gegen Real Sociedad San Sebastián für die Profimannschaft zum Einsatz, nachdem er spät eingewechselt wurde. Zum Beginn der Saison kam Nico noch zwei Mal für die zweite Mannschaft in der drittklassigen Segunda División RFEF zum Einsatz, entwickelte sich jedoch im weiteren Saisonverlauf – insbesondere unter dem neuen Cheftrainer Xavi, der die Mannschaft im November 2021 übernahm – zu einer festen Größe in der ersten Mannschaft. Daher registrierte ihn der FC Barcelona im Januar 2022 bei der Liga offiziell als Spieler der ersten Mannschaft, womit der 20-Jährige seine Spielberechtigung für die zweite Mannschaft verlor.
Kurz vor dem Beginn der Saison 2022/23 verlängerte Nico seinen Vertrag bis zum 30. Juni 2026, der seither eine Ausstiegsklausel in Höhe von einer Milliarde Euro enthält, und wechselte für ein Jahr auf Leihbasis zum Ligakonkurrenten FC Valencia.
Im Sommer 2023 wechselte er mit Rückkaufoption seitens des FC Barcelona zum FC Porto. Anfang Februar 2025 wechselte Nico in die Premier League zu Manchester City und unterschrieb einen Vertrag bis zum 30. Juni 2029.

### Nationalmannschaft
Zwischen August 2018 und Februar 2019 kam er siebenmal für die spanische U17-Nationalmannschaft zum Einsatz. Seit Oktober 2021 kommt er für die U21-Nationalmannschaft zum Einsatz.

## Titel
- Portugiesischer Pokalsieger: 2024 (FC Porto)
- Portugiesischer Supercupsieger: 2024 (FC Porto)

## Persönliches
Nico ist der Sohn von Fran (* 1969).